# Mykoła Demczenko
Mykoła Nesterowycz Demczenko (ukr. Микола Нестерович Демченко, ros. Николай Нестерович Демченко, ur. 21 maja 1895 w Łebedynie, zm. 30 października 1937 w Moskwie) – radziecki ukraiński polityk, członek Biura Politycznego KC KP(b)U (1931-1937), zastępca członka KC WKP(b) (1934-1937), ludowy komisarz sowchozów ZSRR (1937).

## Życiorys
1915-1917 studiował na Wydziale Medycznym Uniwersytetu Charkowskiego, od 1916 w SDPRR(b), 1917 przewodniczący komitetu wykonawczego rady powiatowej w Łebedynie. Od stycznia do kwietnia 1918 przewodniczący powiatowego komitetu rewolucyjnego w Łebedynie, 1918-1919 kierownik gubernialnego wydziału rolniczego w Woroneżu i przewodniczący woroneskiego komitetu rewolucyjnego, później pracował w gubernialnym wydziale rolniczym w Samarze, a od maja 1920 do sierpnia 1921 był jego przewodniczącym. Od sierpnia do grudnia 1921 sekretarz odpowiedzialny gubernialnego komitetu RKP(b) w Samarze, 1922-1923 szef Zarządu Sowchozów Ludowego Komisariatu Rolnictwa Rosyjskiej FSRR, od 16 maja 1924 do 6 grudnia 1925 zastępca członka KC KP(b)U, od 12 grudnia 1925 do 20 listopada 1927 członek (m.in. zastępca przewodniczącego) Centralnej Komisji Kontroli KP(b)U, od 29 listopada 1927 do 27 maja 1937 członek KC KP(b)U, w tym od czerwca 1928 zastępca członka, a od 2 marca 1931 do 8 stycznia 1937 członek Biura Politycznego KC KP(b)U. Od grudnia 1925 do 1927 zastępca ludowego komisarza inspekcji robotniczo-chłopskiej Ukraińskiej SRR, od marca 1928 do 1930 sekretarz odpowiedzialny Komitetu Okręgowego KP(b)U w Kijowie, 1930-1932 ludowy komisarz rolnictwa Ukraińskiej SRR, od lipca 1932 do 10 czerwca 1934 I sekretarz Komitetu Obwodowego KP(b)U w Kijowie. Od 5 czerwca 1934 do 21 września 1936 I sekretarz Komitetu Obwodowego KP(b)U w Charkowie, od września 1936 do 11 kwietnia 1937 I zastępca ludowego komisarza rolnictwa ZSRR, od 11 kwietnia do 22 lipca 1937 ludowy komisarz sowchozów zbożowych i hodowlanych ZSRR. 
20 grudnia 1935 odznaczony Orderem Lenina. 
22 lipca 1937 aresztowany, 29 października 1937 skazany na śmierć przez Kolegium Wojskowe Sądu Najwyższego ZSRR, następnie rozstrzelany. 18 grudnia 1934 pośmiertnie zrehabilitowany.